# Tlatlasikoala
Tlatlasikoala (Tlatlasikwala, T̕łat̕łasiḵ̕wala), pleme Kwakiutl Indijanaca, uže grupe Nahwitti, porodica Wakashan naseljeno na kanadskom otoku Vancouver u provinciji Britanska Kolumbija. Tlatlasikoale su bili vodeće pleme Nahwitta koje su činili s plemenima Nakomgilisala i Yutlinuk. Ova plemena konsolidirala su se pod kolektivnim nazivom Nahwitti ili Nuwitti. Danas su pod imenom Tlatlasikwala jedno od četiri plemena grupe Winalagalis.  Na području sjevernog Vancouvera imaju 6 manjih rezervata, to su: Glen-Gla-Ouch 5, Hope Island 1, Nahwitti 4, Ouchton 3, Semach 2 i Wakems 6. Dio pelmena živi u federalnom selu Whe-La-La-U na Alert Bayu (otok Cormorant). Populacija je prema (Registered Indian Population by Sex and Residence December 2006, Indian and Northern Affairs Canada) iznosila 55.

## Vanjske poveznice
- Aboriginal Communities: Tlatlasikwala[neaktivna poveznica]
- Kwakiutl Indian Tribe History